# Трестієній-де-Жос
Трестієній-де-Жос (рум. Trestienii de Jos) — село у повіті Прахова в Румунії. Входить до складу комуни Думбрава.
Село розташоване на відстані 48 км на північ від Бухареста, 17 км на південний схід від Плоєшті, 100 км на південний схід від Брашова.

## Населення
За даними перепису населення 2002 року у селі проживали 129 осіб, усі — румуни. Усі жителі села рідною мовою назвали румунську.